# Ovularia obliqua
Ovularia obliqua är en svampart som först beskrevs av Mordecai Cubitt Cooke, och fick sitt nu gällande namn av Cornelius Anton Jan Abraham Oudemans 1883. Ovularia obliqua ingår i släktet Ovularia och familjen Mycosphaerellaceae.   Inga underarter finns listade i Catalogue of Life.